# علی غلامی (بازیگر)
علی غلامی (متولد ۱۳۳۰ در آبادان _ درگذشته ۱۳۹۸ در بوشهر) بازیگر، نویسنده و کارگردان ایرانی بود.

## زندگی‌نامه
علی غلامی دانش‌آموخته انستیتو مربیان امور هنری تهران و دارای مدرک درجه دو ارزشیابی هنرمندان (کارشناسی ارشد کارگردانی تئاتر) است. او همچنین عضو پیوسته انجمن منتقدین و نمایشنامه‌نویسان خانه تئاتر ایران بود که از دوران نوجوانی وارد عرصه تئاترشده و پس از تحصیل در همین رشته فعالیت‌های خود را از بوشهر و حضور در جشنواره‌های سراسری ایران به عنوان نویسنده، کارگردان و بازیگر ادامه داد. غلامی، همزمان با حضور در تئاتر در سینما، تلویزیون و رادیو نیز به فعالیت مشغول شده و نخستین کارحرفه‌ای‌اش بازی در فیلم بلند داستانی همه فرزندان من به کارگردانی زاون قوکاسیان بود.
همه فرزندان من به کارگردانی زاون قوفاسیان در ۱۳۶۲، سفر غریب به کارگردانی ایرج صغیری، هویت به کارگردانی ابراهیم حاتمی کیا، سفر شبانه به کارگردانی خسرو معصومی، شمارش معکوس به کارگردانی اکبرحر، دکل به کارگردانی حسن برزیده، کیمیا به کارگردانی احمدرضا درویش، جوانمرد به کارگردانی جمشید آهنگرانی، مسافر به کارگردانی جواد اردکانی از جمله فیلم‌هایی است که علی غلامی در آن‌ها نقش آفرینی کرد.
وی همچنین در سریال‌های تلویزیونی «بهترین سال‌های زندگی» به کارگردانی ابراهیم کیانی، «زمان شوریدگی» به کارگردانی محمدعلی نجفی، «بال‌های خیس» به کارگردانی عباس رنجبر، «سایه‌سار مهر» به کارگردانی عبداله باکیده، «یک تیر و ۲ نشان» به کارگردانی حسین میهن دوست و «خاک سرخ»، «مختارنامه» و «حضرت محمد (ص)» و چندین فیلم داستانی دیگر ایفای نقش کرده‌است..

## سینما
شمارش معکوس(۱۳۷۶)
- سفر غریب (۱۳۶۶)
- هویت (۱۳۶۴)
- همه فرزندان من (۱۳۶۳)
- دکل (۱۳۷۴)
- پاتک (۱۳۷۴)

فصل بلوغ (۱۳۹۲)
- کیمیا
- همه چی عادیه (۱۳۹۵)
- خالتور(۱۳۹۶)
- سفر شبانه(۱۳۷۶)
- جوانمرد(۱۳۷۵)
- مسافر رنج پنهان
- دشمن زن(۱۳۹۶)
- به وقت شام (۱۳۹۶)

سایه بان(۱۳۹۶)
== سریال تلویزیونی ==مادر زن